# Emilio Maurer
Emilio Maurer Espinosa (* 20. Oktober 1938 in Puebla, Puebla) ist ein ehemaliger mexikanischer Unternehmer und Fußballfunktionär, der in den späten 1980er und frühen 1990er Jahren Eigentümer und Präsident des mexikanischen Erstligisten Puebla FC sowie Präsident der Federación Mexicana de Fútbol Asociación (FMF) war. 

## Persona non grata
Während seiner Amtszeit als Präsident der FMF setzte Maurer eine Kommission ein, die die Fernsehübertragungsrechte für die Spiele der Primera División und der Nationalmannschaft neu regeln sollte. War bisher der Mediengigant Televisa allein und noch dazu zu einem äußerst günstigen Preis für alle Spiele übertragungsberechtigt, so sah Maurers Plan vor, die Spiele zukünftig auszuschreiben und für die Übertragung einen marktgerechten Preis zu erzielen. Einen Unterstützer dieser Idee hatte er in Francisco Ibarra, der mit Maurer die Präsidentschaft der FMF teilte und dem Ligarivalen CF Atlas vorstand. Aber das mit dem Club América verbandelte Televisa dachte nicht daran, zukünftig einen höheren Preis für die Übertragungsrechte zu bezahlen oder diese mit anderen Medien teilen zu müssen und boykottierte die Verhandlungen. Stattdessen, so wird zumindest behauptet, sollen sie die Strippen hinter den Kulissen in Gang gesetzt und die Entmachtung von Maurer und Ibarra betrieben haben. Demnach reichte ihr mächtiger Arm bis nach Puebla, wo der Magistrat der Stadt Puebla nach der Saison 1991/92 das vom Puebla FC als Heimspielstätte genutzte Estadio Cuauhtémoc wegen angeblichem Schwarzmarktverkauf von Tickets im Finalheimspiel gegen den Club León schloss und sich der Hauptsponsor Volkswagen de México zurückzog. Daraufhin war der Puebla FC in der Saison 1992/93 gezwungen, seine ersten Heimspiele an anderen und häufig wechselnden Orten auszutragen. Während dieser Zeit musste die Mannschaft weite Wege zurücklegen (einmal sogar bis nach Hermosillo im Norden Mexikos), weil viele Vereine nicht bereit waren, ihr Stadion zur Verfügung zu stellen. Erstaunlicherweise wurde das Estadio Cuauhtémoc unmittelbar nach Maurers Rückzug am 20. Oktober 1992 (seinem 54. Geburtstag) wieder freigegeben.
Nachdem Maurer sein Amt im Präsidium der FMF niedergelegt hatte, wurden die Fernsehübertragungsrechte wieder Televisa zugesprochen. Außerdem musste Maurer sich 1993 wegen angeblicher Veruntreuung von Geldern vor Gericht verantworten, wurde zu einer Freiheitsstrafe verurteilt und zur Persona non grata erklärt.
Dennoch bereute Maurer seine damalige Handlungsweise zu keiner Zeit: „Das einzige Mal, dass wir uns von den Fesseln der Televisa befreit haben, war zu meiner Zeit, als Paco Ibarra Präsident und ich Vizepräsident war. Man hat mich dafür eingesperrt, aber es war es wert, weil es das einzige Mal war, dass die Macht der FMF in deren Büroräumen ausgeübt wurde und nicht in den Räumen der Avenida Chapultepec 18.“